# Papp Zsolt

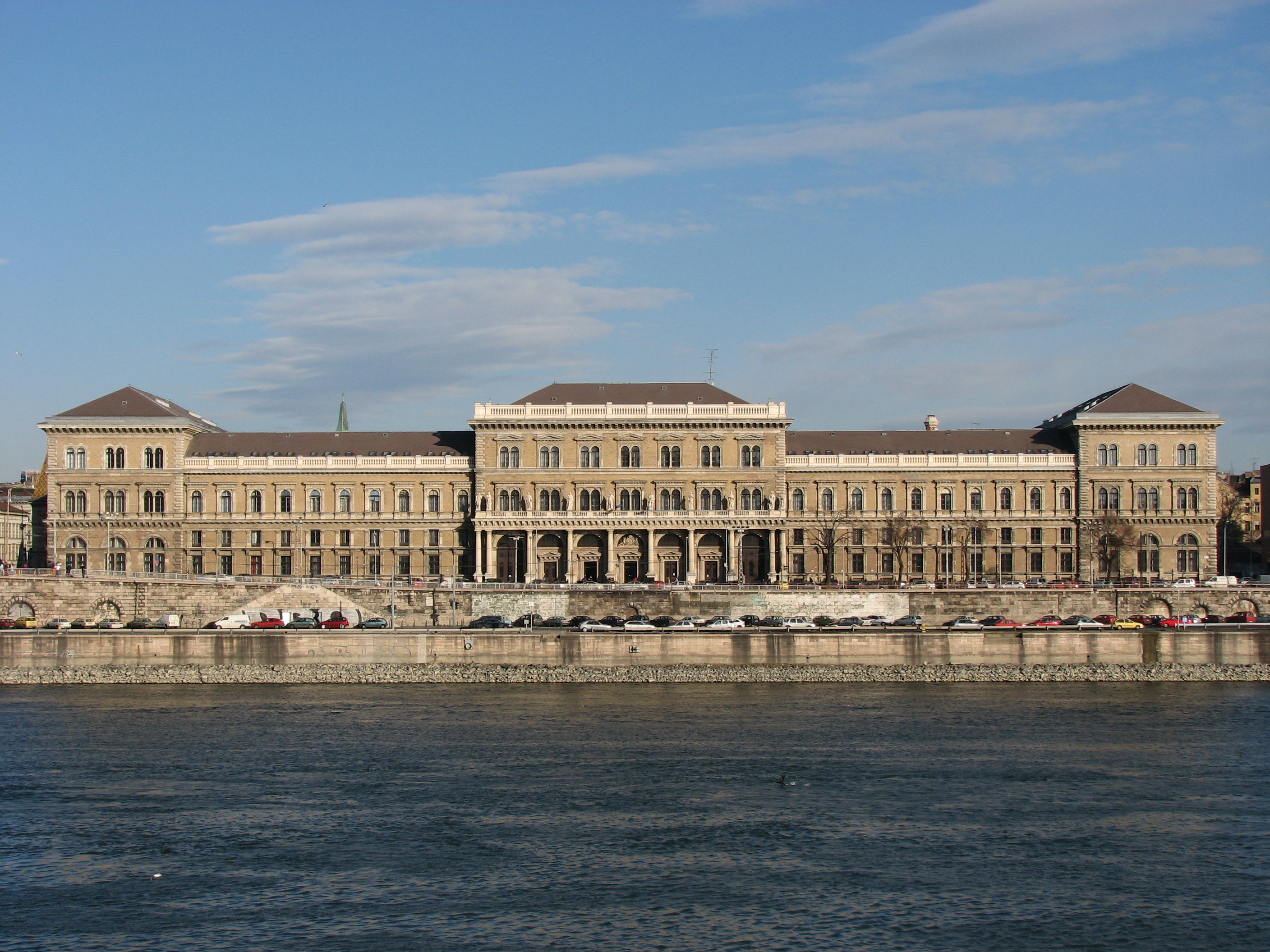
1989-1992 között a Marx Károly Közgazdaságtudományi Egyetemen tanított

| Papp Zsolt                                | Papp Zsolt                                 |
| Kattints az alábbi külső linkek egyikére! | Kattints az alábbi külső linkek egyikére!  |
| ----------------------------------------- | ------------------------------------------ |
| Nem található szabad kép.(?)              |                                            |
| külső link · jogvédett                    | Papp Zsolt fényképe. Barangolások, címlap. |

| Papp Zsolt                                | Papp Zsolt                                                  |
| Kattints az alábbi külső linkek egyikére! | Kattints az alábbi külső linkek egyikére!                   |
| ----------------------------------------- | ----------------------------------------------------------- |
| Nem található szabad kép.(?)              |                                                             |
| külső link · jogvédett                    | Papp Zsolt a TV-ben a tudósklubot vezeti. 1981 december 17. |

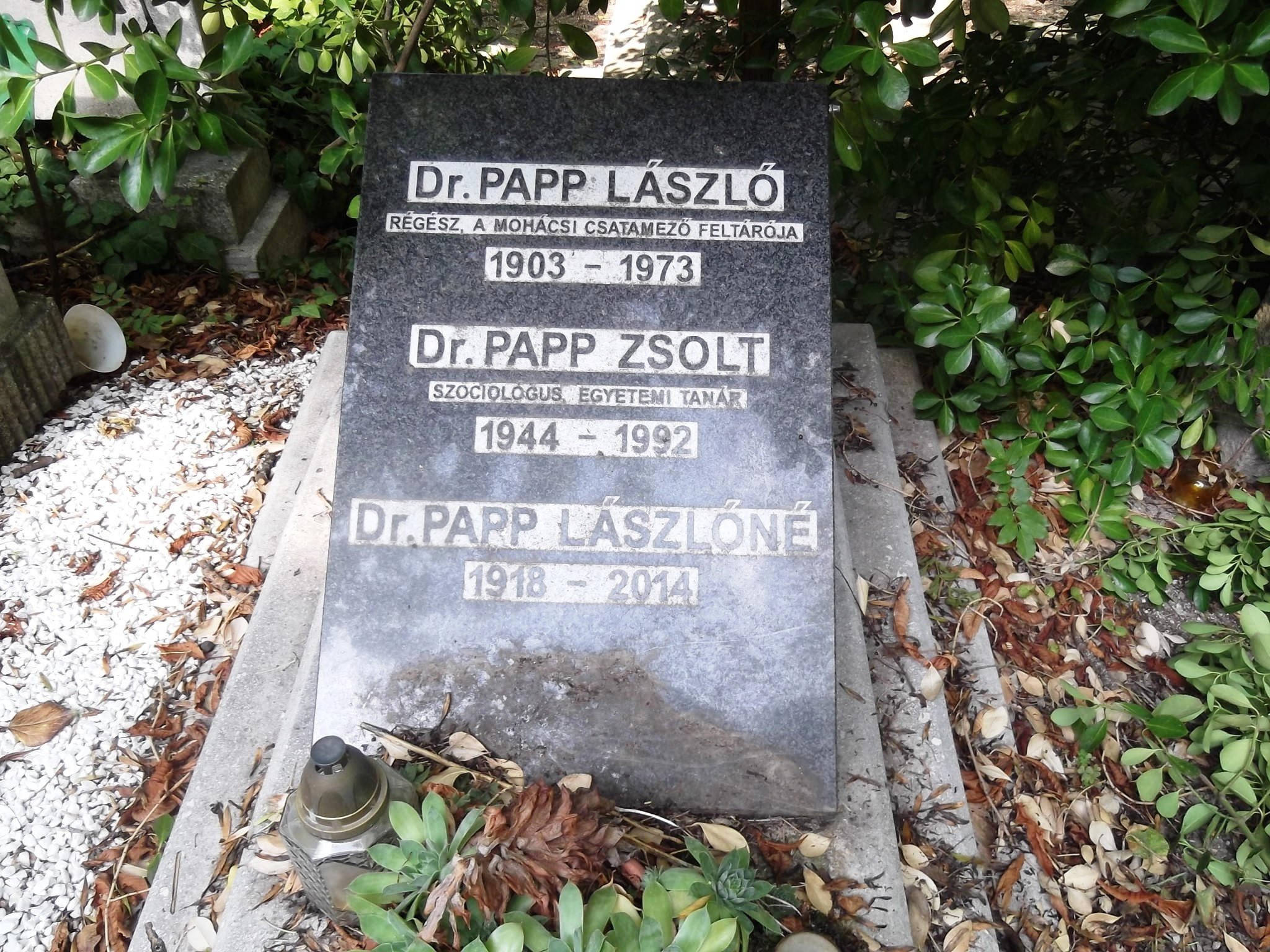
Papp Zsolt és szülei sírja a Farkasréti temetőben. Nemzeti Örökség Intézete. Nemzeti sírhelyek. Papp Zsolt. Parcella, Szakasz, Sor, Sír: 16/I, N/A, 1, 72. Védett: 2004.

Papp Zsolt (Budapest, 1944. február 27. – Fadd, 1992. május 31.) filozófus, szociológus, a Szociológia című folyóirat felelős szerkesztője (1985–1992), egyetemi tanár, az MTV Tudósklub című műsorának vezetője (1979–1984).

## Életpályája
Dr. Papp László (1903–1973) jogász, régész, a mohácsi csatamező feltárója és Dénes Etelka (1918–2004) fiaként született. Budapest II. kerületi Mártírok útja 19-21. iskolában végezte el az első négy osztályt, 1950–1954 között. 1954–1958 között a Medve utcai általános iskolában tanult. 1958–1962 között a Toldy Ferenc Gimnáziumban folytatta tanulmányait. Az általános iskolában és a gimnáziumban is végig jeles, kitűnő tanuló volt. Megtanult oroszul, németül, angolul és franciául.
1968-ban az ELTE Bölcsészettudományi Karán történelem szakos középiskolai tanári és filozófia szakos előadói oklevelet szerzett. Az egyetemen a IV. évfolyamon népköztársasági ösztöndíjban részesült. Részletek az indoklásból: „1962-ben érettségizett Budapesten, kitűnő eredménnyel. Még ebben az évben előfelvételt nyert Karunk történelem-filozófia szakára. Az előfelvétel ideje alatt, egy évig, fizikai segédmunkásként dolgozott. Egyetemi tanulmányait kitűnő és jeles átlaggal végzi. A III. év után érdeklődési körének megfelelően, engedélyt kapott a lélektan tanári szak harmadik szakként történő felvételére. Kiváló tanulmányi munkája alapján az 1966/67-es tanévben megkapta a Népköztársasági Tanulmányi Ösztöndíj II, fokozatát. Szorgalmas, átlagon felüli képességekkel rendelkező hallgató, aki filozófiai szaktárgyaiból az évfolyam legjobbjai közé tartozik. Érdeklődése központjában a marxista filozófiai, antropológia és társadalmi ontológia problematikája áll. Tudományos felkészültséggel szeretne foglalkozni történelemfilozófiai és szociálpszichológiai kérdésekkel. Szakdolgozatát az előbbi témakörből írja. A Magyar Filozófiai Szemle, a Valóság, és Világosság c, folyóiratok számára - részben német nyelvű anyagból - ismertetéseket írt, a Valóságban féléve jelennek meg cikkfordításai orosz nyelvű filozófiai folyóiratokból. Szakdolgozatának címe „A marxista filozófiai antropológia helye, a marxista társadalmi tudományok rendszerében.” Az eddig elkészült munkájából és a tervezetből kitűnik, hogy alapos, helyes, és éles kritikáját nyújtja azoknak a revizionista törekvéseknek, amelyek a marxizmust antropológiává akarják átalakítani, illetve azzal kiegészíteni. KISZ-tag. A filozófia alapszerv egyik legkiválóbb funkcionáriusa. Korábban KISZ szervezőtitkár volt, jelenleg az egyetemi KISZ VB. Agit. prop. felelőse. 1967 februárjában jelentkezett a pártba, és a legutóbbi taggyűlésen egyhangúlag fölvették az MSZMP sorába. Több ízben volt építőtáborban, szociális szellemű, rokonszenves fiatalember, aki környezetére mind politikailag, mind etikailag jó hatással van. Széleskörű ismeretekkel rendelkezik, elmélyülten gondolkodik, rendszeresen és ambícióval készül jövendőbeli pályájára. A leírtak alapján ismételten javasoljuk Papp Zsolt részére a Népköztársasági Tanulmányi Ösztöndíj II. fokozatának odaítélését." Budapest, 1967. július 5. Dr. Elekes Lajos dékán. Eötvös Loránd Tudományegyetem Egyetemi Tanácsának ülései, 1966-1967 (HU-ELTEL 1.a. 27-29.) 1967.07.14. Papp Zsolt 1965/66 tanévben a III. évfolyamon, történelem–filozófia szakon kitűnő eredményt ért el. 1972. június 6-án doktorált. Doktori disszertációjának címe: Adalékok az érdek-kategória történeti szociológiai megközelítéséhez. 1972–73-ban Mannheimben, Nyugat-Németországban szociológiai és politikatudományi tanulmányokat folytatott. 1978-ban A válság filozófiájától a „konszenzus' szociológiájáig” című disszertációja alapján a szociológiai tudományok kandidátusává nyilvánították. 1968 és 1989 között az MSZMP KB Társadalomtudományi Intézete tudományos munkatársa, 1989 és 1900 között az MKKE Filozófiai Tanszéke egyetemi docense, 1990. július 1. és 1992. május 31. egyetemi tanára volt. Az ELTE Bölcsészettudományi Kar Szociológiai Tanszéke előadója (1973-tól). A társadalmi struktúra, az érdekviszonyok és a társadalmi tudat kutatásának elméleti problémáival, illetve filozófiatörténettel foglalkozott. A Medvetánc című folyóirat szerkesztőbizottságának elnöke (1983–1985), a Szociológia című folyóirat felelős szerkesztője (1985–1992). Az MTV Tudósklub c. műsorának vezetője (1979–1984).
Közelebbről a német gondolkodással (Karl Marx, Jürgen Habermas, Theodor Adorno, Herbert Marcuse stb.) foglalkozott. Mindazt, ami fontos volt Magyarországra vonatkozóan az 1970-es és 1980-as években a Német Szövetségi Köztársaságban, azt leginkább Papp Zsolttól tudhatta meg a hazai értelmiség.
Gombár Csaba többek között a következőket írta a „Bevezető szavakban” (Papp Zsolt: Barangolások. 5-8.) Papp Zsolt Budapesten született, és 48 évet élt. Fiatalon, 1992-ben hunyt el. Nagydarab ember volt. Hajlott háttal és elnézést kérő gesztusokkal. Olyasféle frizurát viselt, mint a Beatles-fiúk….A pesti egyetemen (ELTE) történelmet és filozófiát tanult, majd lélektanból is diplomát szerzett. Később szociológiát és politikatudományt olvasott…Számos német egyetem után a bécsi és zürichi könyvtárakat tanulmányozta... Jürgen Habermast jól ismerte, és sok mindenben mesterének tekintette. A Frankfurti Iskola szellemiségét és módszereit tudatosan követte. Mindezekről könyvekbe foglalta nézeteit. (Pl.: Papp Zsolt: Hétköznapok és filozófiák. Kossuth Könyvkiadó, 1981.) Rengeteget és alkotó céllal olvasott. Írásaiban is, beszédben is kedvelte a hatalmas, boltozatos körmondatokat. Ezzel szemben Simonyi Imre és Petri György szikár versei voltak azok, amelyeket a költészetben a legtöbbre tartott. A hetvenes évek végétől a televízió Tudósklub adásait vezette öt éven át. Ez az akkori hivatalosság számára nem volt elég mértéktartó, de mértékadó volt sokaknak az érlelő időben. Nevét az adás ismertté tette. Nem volt ellenére. Betegségével sokat küzdött. …Sokat és eredményesen dolgozott. Szívesen írt esszét. Csak azt írt szívesen. …Szeretett tanítani. A Barangolások kötet végén Lengyel László a barát és szerzőtárs „Az esszéíró Papp Zsolt” címen írt összegző tanulmányt. (245-254.) Lengyel László: Korunkba zárva. (2000/Pénzügykutató) c. válogatott gyűjteményében is írt Papp Zsoltról: „Szembejövő angyal. Az ötvenéves Papp Zsolt” (98-102.) Többek között ezt írta:..Nincs olyan barátom, akinek ennyiszer jártam volna kopott lépcsőházában, akinek annyi kávéját megittam, annyi cigarettafüstjét beszívtam. Most ötven éves, és nincs otthon. Nem értem. Felnyitom halála után kiadott könyvét, a Barangolásokat. Mindig lefelé fordítva tartom az asztalon, mert rajta a képe….”Papp Zsolt fényképe a Barangolások. c. könyve címlapján.

## Fontosabb művei
- Papp Zsolt hat könyvet irt, hármat szerkesztett és ötvennél több tudományos tanulmányt publikált. A Budapesti Corvinus Egyetem jegyzőkönyvei 1892-1990. Marx Károly Közgazdaságtudományi Egyetem - tanácsülések, 1989-1990/1990. április 26.5. Egyebek. Szavazás Papp Zsolt egyetemi tanári pályázatáról.[8]
- OSZK Közös Kereső. Papp Zsolt 43 tanulmányának adatait közölte.[9]
- Kísérlet az érdek kategória és a társadalmi struktúra elméleti összefüggéseinek felvázolására. Társadalomtudományi Közlemények - Az MSZMP KB Társadalomtudományi Intézetének folyóirata, 1971 1. sz.[10]
- Érdek és struktúra. Társadalomtudományi Közlemények - Az MSZMP KB Társadalomtudományi Intézetének folyóirata 1972.  1. sz.[11]
- A társadalmi struktúra történeti alakváltozásai (Kolosi Tamással) Társadalomtudományi Közlemények - Az MSZMP KB Társadalomtudományi Intézetének folyóirata 1973 4. sz.[12]
- Metodológiai és kutatáslogikai alternatívák a társadalomszerkezet vizsgálatában (Két modell példáján) Szociológia 1974 3. sz.[13]
- Magánérdek, osztályérdek és közvetítő mechanizmusaik. Szociológia 1974. 4. sz.[14]
- Elméleti nézőpontok a „kései” tőkés állam működéséhez.  Szociológia 1976. 3-4. sz.[15]
- Konszenzus eszmény és „tervezetttömegdemokrácia” Szociológia 1978. 3. sz.[16]
- A válság filozófiájától a "konszenzus" szociológiájáig : útvesztők és útelágazások a huszadik századi német polgári filozófia és szociológia történetében. Budapest, Kossuth Könyvkiadó, 1980.
- Lengyel László-Papp Zsolt. Politikai szerkezetek törésvonalán. Valóság, 1980 (23. évfolyam) 1980-10-01/ 10. sz.[17]
- Hétköznapok és filozófiák. Budapest, Kossuth Könyvkiadó, 1981.
- Tudósklub. Műsorvezető: Papp Zsolt. A beszélgetés résztvevői: Cseres Tibor, Glatz Ferenc, Kádár Béla, Kosáry Domokos, Ormos Mária. Jel-Kép, 1983. 3. sz. Még egyszer a történelem hasznáról.[18]
- Konszenzus és kihívás: nyugatnémet változatok. Budapest, Kossuth Könyvkiadó, 1985.
- Modern polgári társadalomelméletek. (Társszerzők Csepeli György, Pokol Béla) Gondolat Könyvkiadó, Budapest, 1987.
- Kormetszetek. Budapest, Kossuth Könyvkiadó, 1988.
- Balogh István: Emlékezés Papp Zsoltra. Papp Zsolt 1985-ben írt, de kéziratban maradt tanulmánya. 40 év- avagy a szocialista magyar út és néhány sajátossága. Szociológiai Szemle. 1992. 3. sz.[19]
- A költészet is érdekelte. Papp Zsolt előszót írt barátja Mach József 1992-ben megjelent a Címertelenek kötethez. Hozzászólását így kezdte: „Mach József verseit olvasva elkerülhetetlen a benyomás: a szerző alapélménye, hogy a világ ellenállás, másság, nem-én, s hogy az élet nem más, mint szakadatlan készenlét, lankadatlan harc ennek az ellenállásnak a leküzdésére.”[20]
- Barangolások. Budapest, Századvég, 1993.[21]
- Tudósklub. Válogatás a televízió műsorából. (Szerkesztette Papp Zsolt) RTV-MINERVA, Budapest, 1981.

## Videófelvételek
- Tudósklub '81 MTV2. Az MTV 1981. december 17-i adásának részlete, a műsorvezető Papp Zsolt. Érdekessége hogy a műsor újkori történetének (1979-1984) egyetlen rögzített adása. – Youtube.com, Közzététel: 2010. december 2.